# بل مید (ویرجینیا)
بل مید (به انگلیسی: Belle Meade) یک منطقهٔ مسکونی در ایالات متحده آمریکا است که در شهرستان وارن، ویرجینیا واقع شده‌است.